# 쉐라톤 호텔 앤드 리조트
쉐라톤 호텔 앤드 리조트(Sheraton Hotels and Resorts 셰러턴 호텔스 앤드 리조츠[*])은 미국의 호텔 브랜드이다. 스타우드 호텔 & 리조트의 소유이다. 그 산하 브랜드 중 가장 규모가 큰 브랜드이며, 스타우드 호텔 & 리조트 산하의 브랜드 중 웨스틴 다음으로 오래 된 브랜드이다. 스타우드 호텔 & 리조트의 본사는 미국 화이트 플레인즈에 위치한다.

## 역사
이 브랜드의 역사는 1937년으로 거슬러 올라간다. 1937년 어니스트 헨더슨(Ernest Henderson)과 로버트 무어(Robert Moore)가 매사추세츠주 스프링필드에 첫 쉐라톤 체인 호텔을 개장하였다. 이 두 창업주는 1939년까지 보스톤 내에 도합 3 곳의 호텔을 열었으며, 미국 동부 해안 전역에서 급속히 확장을 거듭해나갔다. 쉐라톤의 이러한 급속한 성장과 성공은 역사상 유례를 찾아볼 수 없었던 것이었다. 이윽고 쉐라톤은 뉴욕 증시에 상장한 첫 호텔 체인이 되었다.
1949년, 두 건의 캐나다 호텔 체인을 매입하면서, 이 브랜드는 해외로 진출했다. 1960년대에는 라틴 아메리카 지역과 중동 지역에 진출했으며, 1965년에는 100번째 쉐라톤 호텔을 개장하였다. 1985년에는 세계 최초로 중국에 만리장성 쉐라톤 호텔(The Great Wall Sheraton)을 개장하기도 하였다. 1995년 4월, 중급 규모이자 저렴한 가격대의 브랜드인 "포 포인츠"(Four Points)를 론칭하였다.
1998년 스타우드 호텔 & 리조트 월드와이드(Starwood Hotels & Resorts Worldwide, Inc.)가 ITT 쉐라톤을 흡수 합병하였다. 힐튼(Hilton)보다 높은 가격을 제시해서 매입한 것이었다. 그 이후로 계속 성장을 거듭해 갔다.
쉐라톤 호텔에는 포 포인츠(Four Points) 브랜드 외에도, 세인트 레지스(St. Regis Hotels & Resorts), 더 럭셔리 컬렉션(The Luxury Collection), 엘러먼트(Element), 르 메르디앙(Le Méridien), W 호텔스(W Hotels), 알로프트(Aloft), 웨스틴 호텔스 & 리조츠(Westin Hotels & Resorts) 브랜드가 있다.

## 사진 모음

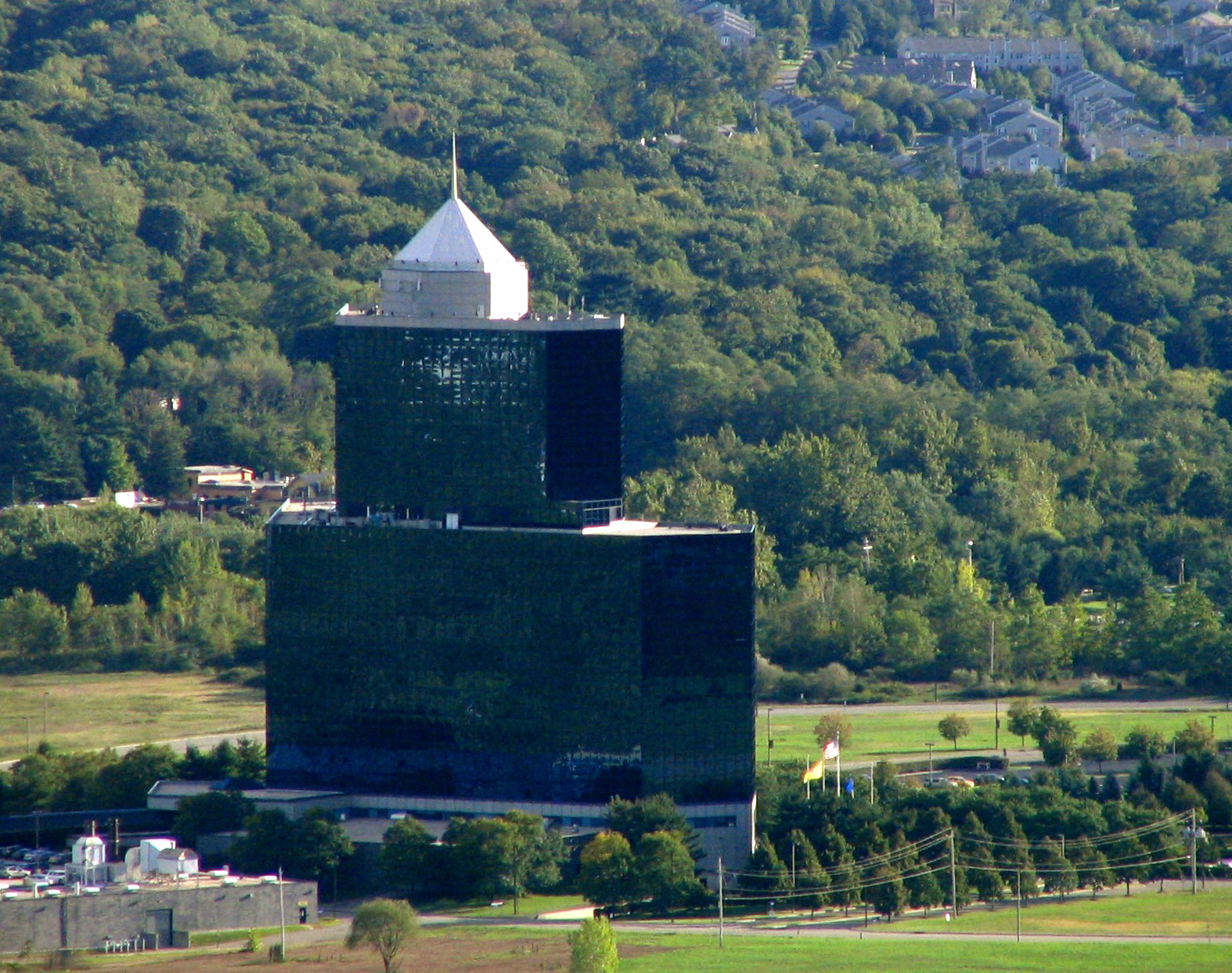
쉐라톤 크로스로즈(Sheraton Crossroads) 뉴저지주 마와.
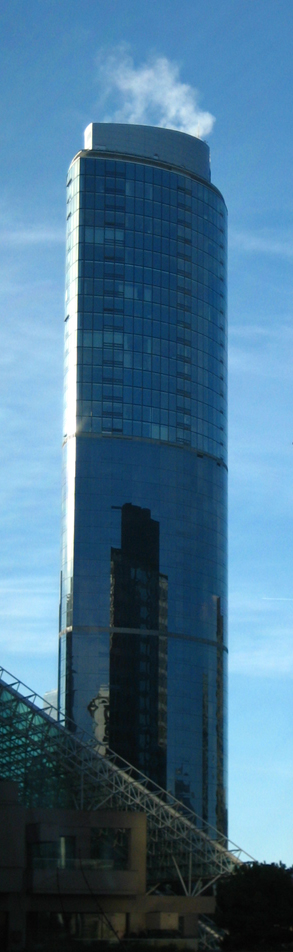
밴쿠버 쉐라톤 월 센터.
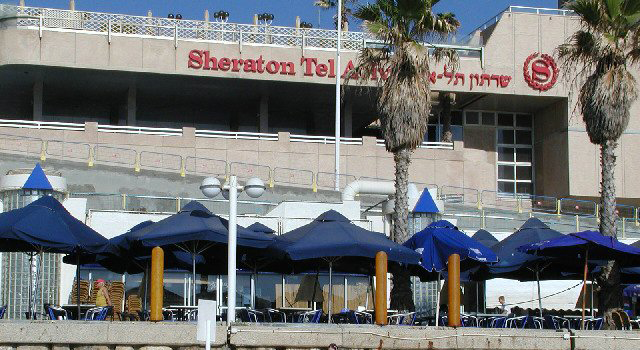
쉐라톤 텔아비브. 1961년. 미국, 캐나다 이외 국가로서는 최초의 호텔.
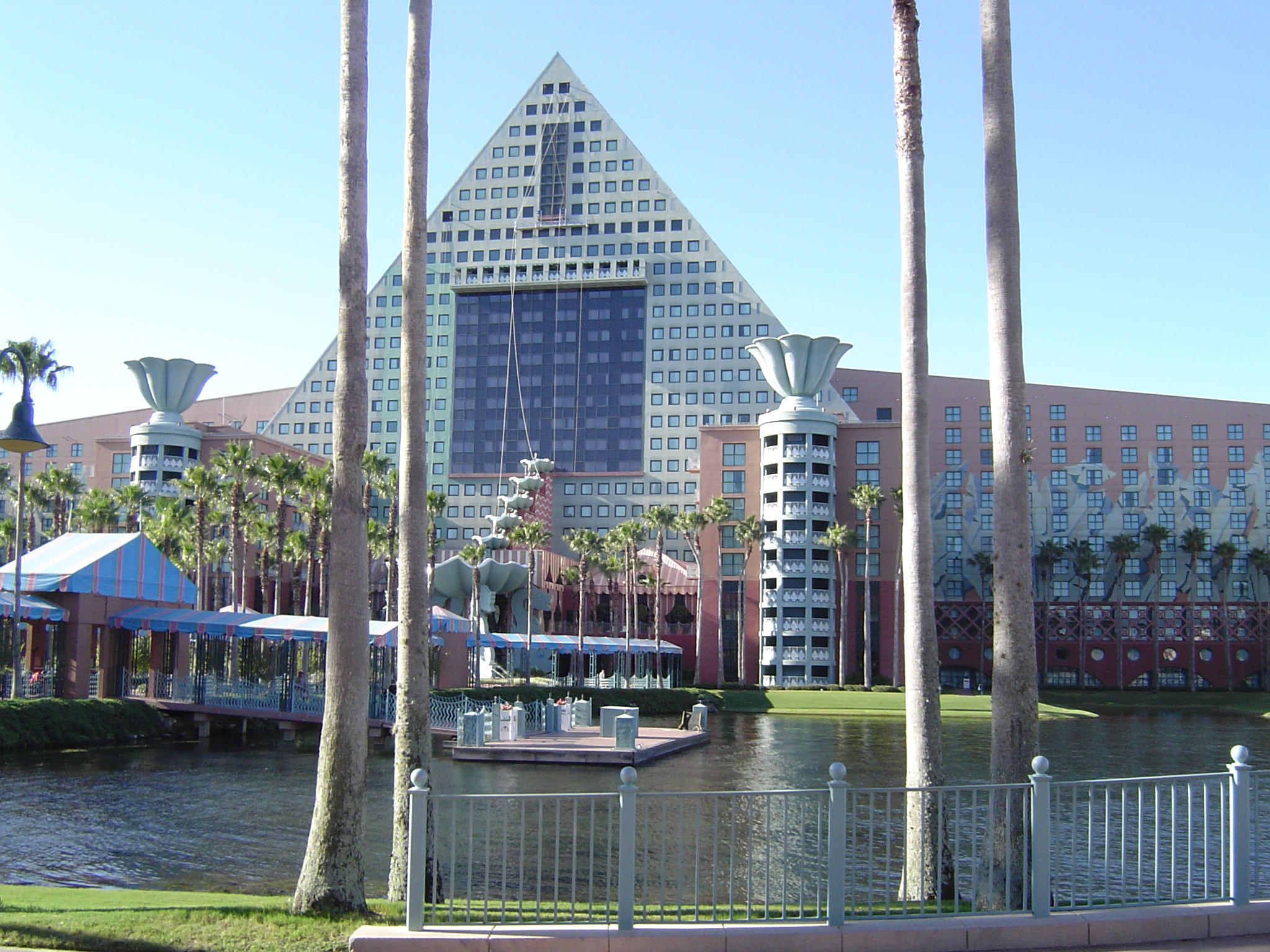
월트 디즈니 월드 돌핀 쉐라톤. 플로리다주 레이크 부에나 비스타.
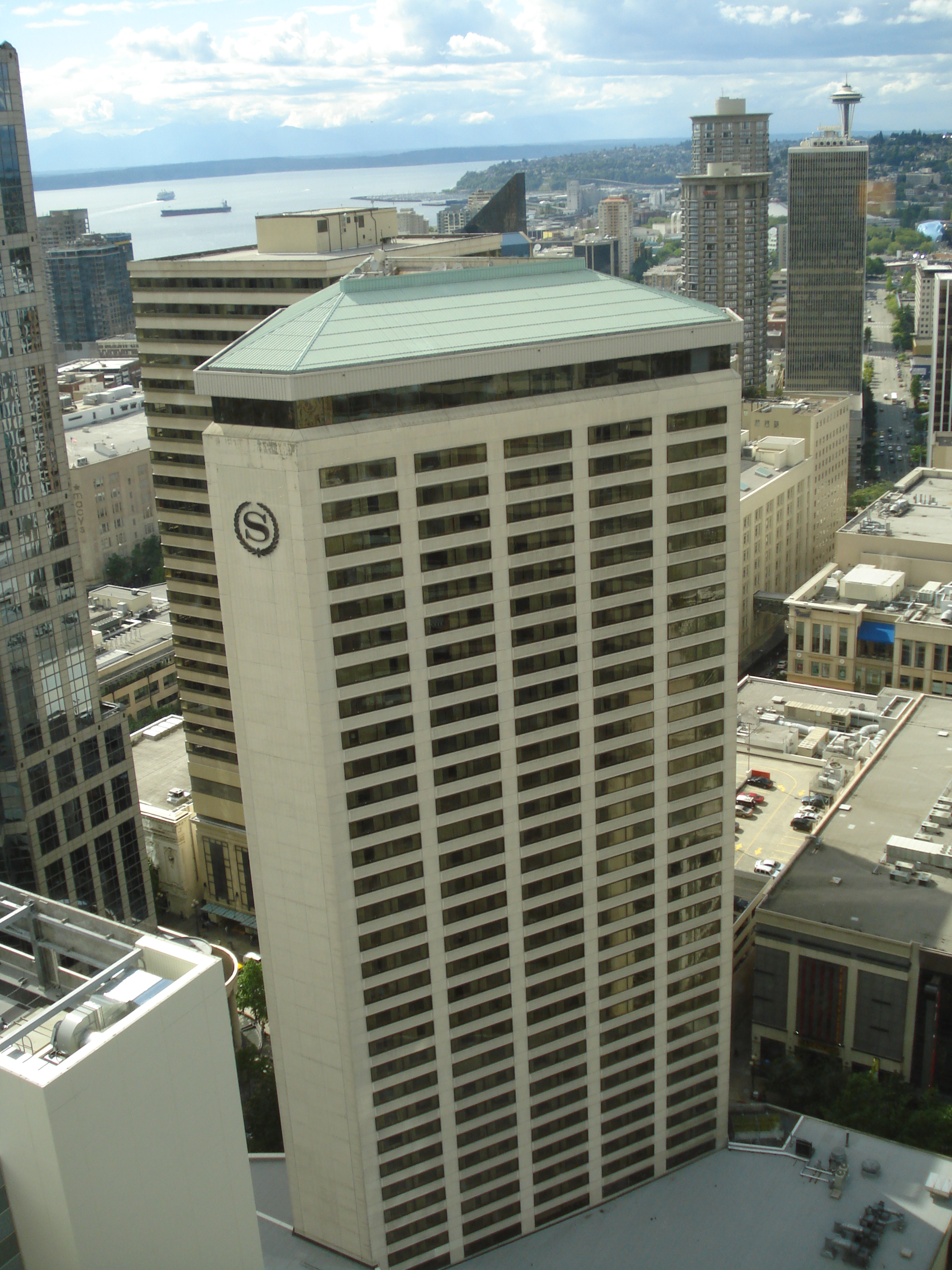
쉐라톤 시애틀 호텔스 & 타워즈, 시애틀.
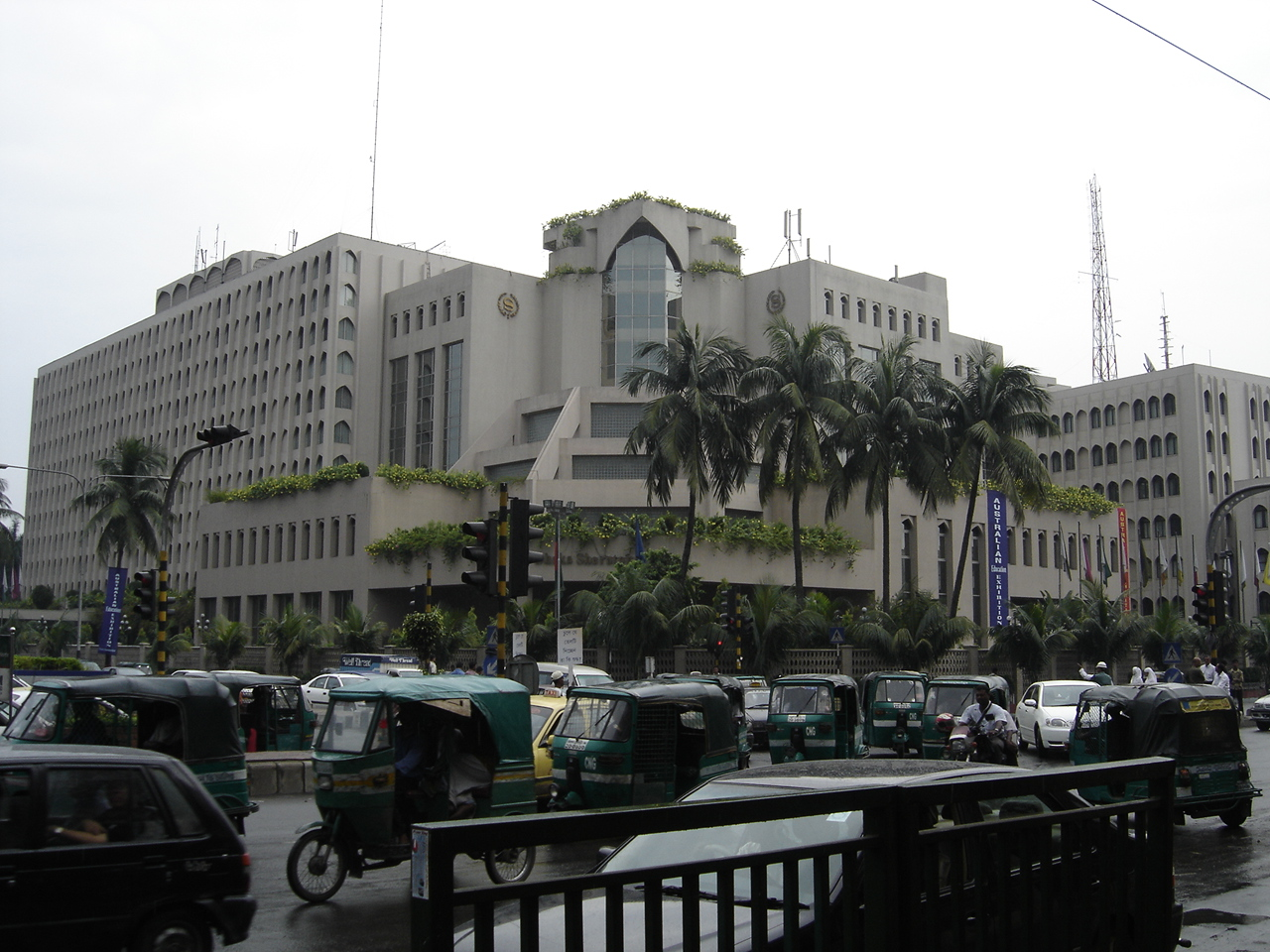
방글라데시 다카. 5성급 쉐라톤 호텔.
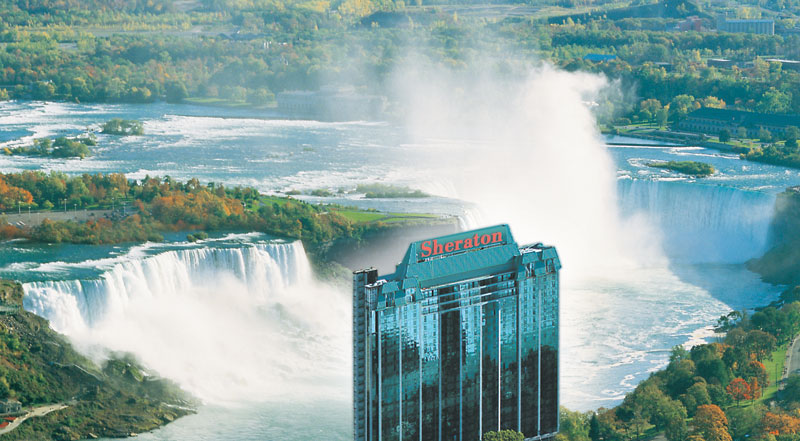
캐나다, 나이아가라 폭포 쉐라톤 온 더 폴즈 호텔 & 콘퍼런스 센터.
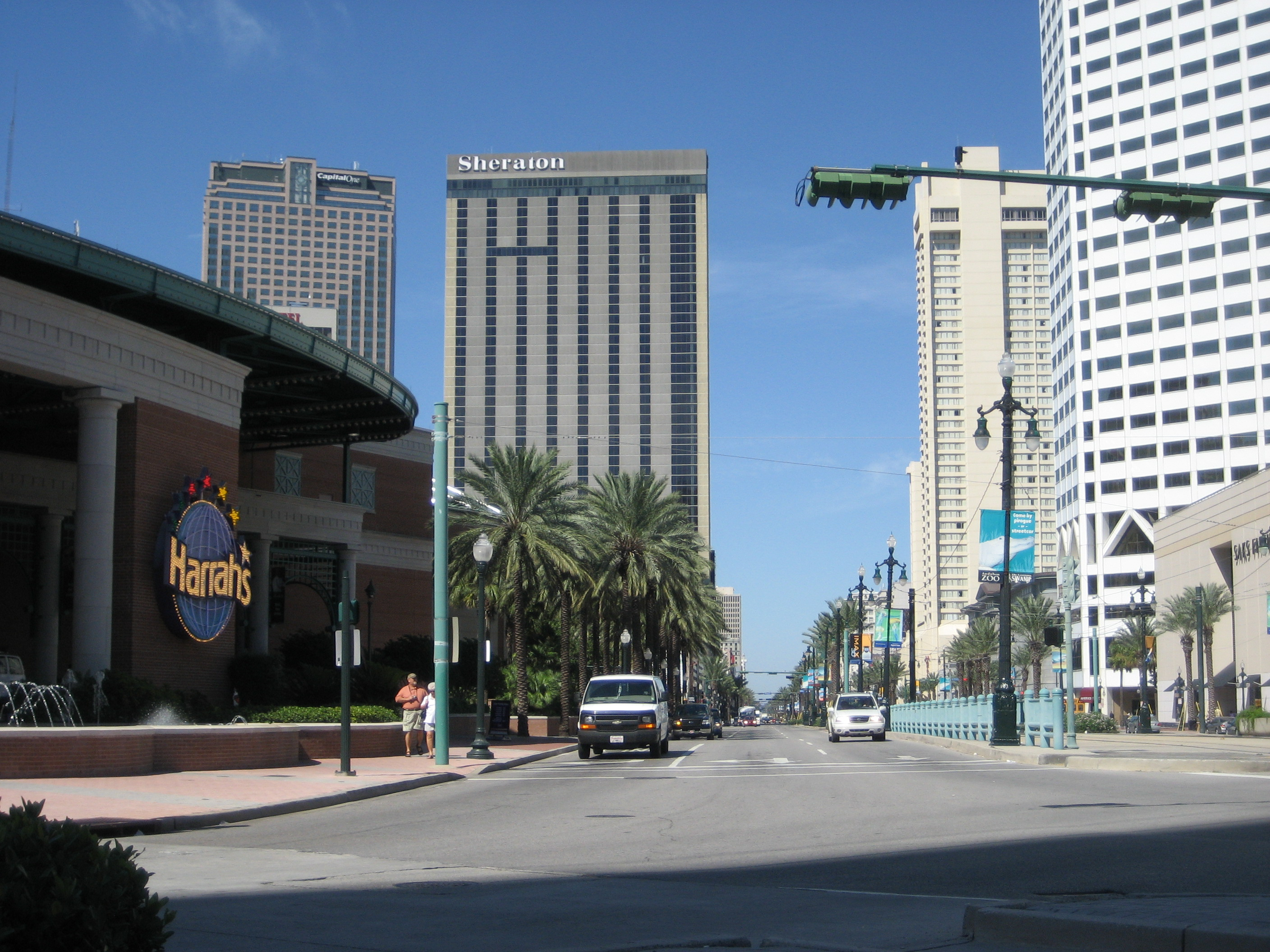
뉴올리언스. 쉐라톤 호텔. 캐널 스트리트에서바라봄.

## 같이 보기
- 에플리 호텔 컴패니
- 스타우드 호텔 & 리조트